# Alajuela (provincie)
Alajuela je jednou ze sedmi kostarických provincií. Leží na severu země na hranici s Nikaraguou. Mezistátní hranice je zde částečně tvořená řekou San Juan. Nachází se v nadmořské výšce od 92 do 2704 metrů nad mořem.
Tato provincie se skládá z 15 kantonů:
- Alajuela (Alajuela)
- Atenas (Atenas)
- Grecia (Grecia)
- Guatuso (San Rafael)
- Los Chiles (Los Chiles)
- Naranjo (Naranjo)
- Orotina (Orotina)
- Palmares (Palmares)
- Poás (San Pedro)
- San Carlos (Ciudad Quesada)
- San Mateo (San Mateo)
- San Ramón (San Ramón)
- Upala (Upala)
- Valverde Vega (Sarchí)
- Zarcero (Zarcero)